# Life (Z-Ro)
Life è il sesto album in studio del rapper statunitense Z-Ro, pubblicato nel 2002.

## Tracce
1. Get Yo Paper – 4:20
2. Screw Did That (featuring Point Blank) – 4:51
3. Make It (featuring Mexican D.) – 4:28
4. Will I Go Crazy? (featuring Miss Dameanor) – 4:16
5. Life (featuring Puff) – 3:57
6. Life Is a Struggle & Pain (featuring Cl'Che) – 4:47
7. Talkin' Down On Me – 3:34
8. Change of Scenery (featuring Cl'Che) – 4:21
9. Hatin' Me – 3:57
10. It's Gonna Be Alright – 4:05
11. Let Me Live My Life – 4:33
12. Lost Another Soldier (Tribute to Big Mello) (featuring Trae, Tony Montana, Dougie D & Cl'Che) – 5:06
13. Outro – 2:02